# Żałoby narodowe po katastrofie polskiego Tu-154 w Smoleńsku
Niniejszy artykuł zawiera listę państw, które ogłosiły żałoby narodowe po katastrofie polskiego Tu-154 w Smoleńsku.

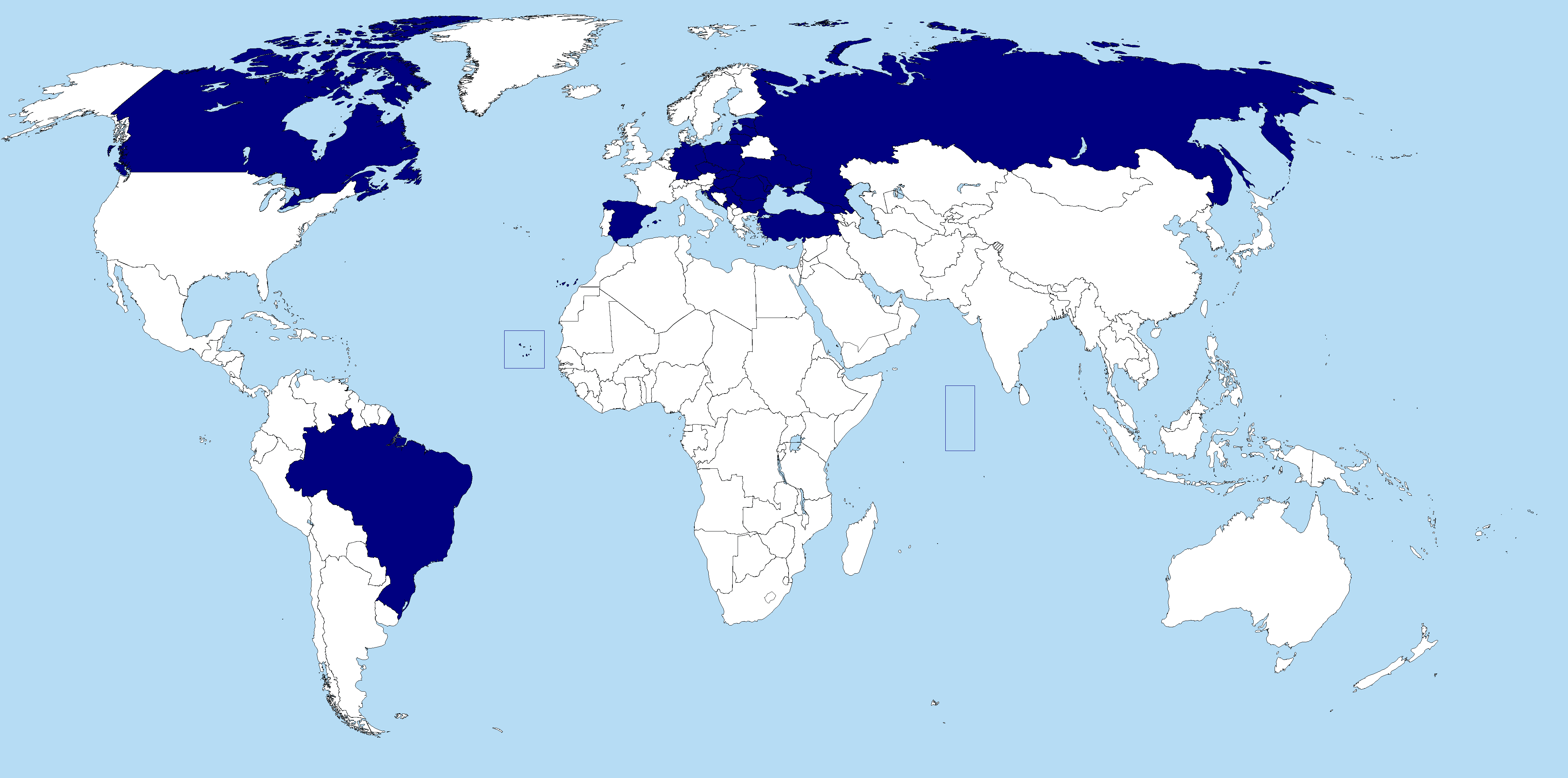
Państwa, które ogłosiły żałobę narodową (zaznaczone na granatowo)

| Państwo                       | Dni        | Informacja o żałobie |
| ----------------------------- | ---------- | --- |
| Brazylia                      | 3          | Prezydent Luiz Inácio Lula da Silva ogłosił 3 dni żałoby narodowej. Trzy dni wcześniej gubernator stanu Rio de Janeiro ogłosił trzydniową żałobę w związku z katastrofalnymi powodziami (około 200 osób zginęło, a tysiące utraciło domy), przez co niektóre źródła błędnie uznały, że ogólnokrajowa żałoba narodowa nie dotyczyła katastrofy w Smoleńsku. |
| Bułgaria                      | 1          | Rząd Bułgarii ogłosił dzień pogrzebu polskiego prezydenta dniem żałoby narodowej. |
| Czechy                        | 2          | Prezydent Václav Klaus oraz rząd Republiki Czeskiej początkowo ogłosili dzień pogrzebu polskiego prezydenta dniem żałoby narodowej. Później zdecydowano ogłosić żałobę dwudniową, w sobotę 17 kwietnia i w niedzielę 18 kwietnia. |
| Chorwacja                     | 1          | Chorwacki rząd ogłosił, że niedziela – dzień pogrzebu polskiego prezydenta – będzie dniem żałoby narodowej. |
| Czarnogóra                    | 1          | Rząd Czarnogóry ogłosił dzień pogrzebu polskiego prezydenta dniem żałoby narodowej. |
| Estonia                       | 1          | W niedzielę estoński rząd ogłosił na nadzwyczajnym posiedzeniu 12 kwietnia dniem żałoby w całym kraju. Instytucje rządowe i publiczne zobowiązano do opuszczenia flag państwowych do połowy masztu. |
| Gruzja                        | 1          | Prezydent Micheil Saakaszwili poinformował, że 11 kwietnia będzie w Gruzji dniem żałoby. |
| Hiszpania                     | 1          | 12 kwietnia w południe rząd, parlament i inne instytucje państwowe w Hiszpanii uczciły minutą ciszy ofiary katastrofy w Smoleńsku. 12 kwietnia ogłoszono dniem żałoby – na wszystkich budynkach publicznych opuszczono flagi. |
| Kanada                        | 1          | Premier Kanady Stephen Harper poinformował, że czwartek 15 kwietnia będzie w Kanadzie narodowym dniem żałoby. |
| Litwa                         | 4          | Rząd Litwy w niedzielę 11 kwietnia na nadzwyczajnym posiedzeniu ogłosił trzydniową żałobę narodową. Dodatkowo żałoba narodowa obowiązywała w dniu pogrzebu polskiego prezydenta. |
| Łotwa                         | 2          | Łotewski rząd na nadzwyczajnym posiedzeniu postanowił, że 12 kwietnia będzie dniem żałoby narodowej. W południe w dniu pogrzebu polskiego prezydenta służby ratownicze i straż pożarna na chwilę uruchomiły syreny. |
| Macedonia Północna            | 1          | Rząd Macedonii ogłosił 17 kwietnia dniem żałoby narodowej. |
| Malediwy                      | 2          | Na Malediwach flagi na masztach były opuszczone do połowy przez dwa dni. Zgodnie z obowiązującym na Malediwach prawem opuszczenie flag jest równoznaczne z wprowadzeniem żałoby narodowej. |
| Mołdawia                      | 1          | Władze Mołdawii ogłosiły dzień 13 kwietnia dniem żałoby narodowej. |
| Niemcy                        | patrz obok | W Niemczech minister spraw wewnętrznych ogłosił opuszczenie flag na budynkach władz federalnych do połowy masztu w dniach oficjalnych uroczystości pogrzebowych prezydenta Kaczyńskiego (17 i 18 kwietnia). Analogiczne rozporządzenia wydali ministrowie krajów związkowych, przy czym w Saksonii flagi opuszczono już wcześniej, na sześć dni (13–18 kwietnia). Minister spraw zagranicznych zarządził opuszczenie flag do połowy masztu w przedstawicielstwach dyplomatycznych Niemiec w Polsce od 11 kwietnia 2010 do dnia uroczystości pogrzebowych. Prezydent federalny nie zarządził państwowych uroczystości żałobnych, nie ogłoszono też powszechnej żałoby narodowej. |
| Polska                        | 9          | 10 kwietnia 2010 wykonujący obowiązki Prezydenta RP marszałek Sejmu Bronisław Komorowski poinformował o wydaniu rozporządzenia o wprowadzeniu 7-dniowej żałoby narodowej, która w dniu 13 kwietnia została przedłużona i trwała w dniach 10–18 kwietnia; rozporządzenia o wprowadzeniu żałoby kontrasygnował premier Donald Tusk; |
| Republika Zielonego Przylądka | 1          | Rząd Republiki Zielonego Przylądka ogłosił dzień pogrzebu polskiego prezydenta dniem żałoby narodowej. |
| Rosja                         | 1          | Prezydent Dmitrij Miedwiediew ogłosił w Rosji 12 kwietnia dniem żałoby narodowej. |
| Rumunia                       | 1          | Rumuński rząd ogłosił dzień pogrzebu polskiego prezydenta 18 kwietnia dniem żałoby narodowej. |
| Serbia                        | 1          | Rząd Serbii ogłosił 15 kwietnia dniem żałoby narodowej. |
| Słowacja                      | 1          | Rząd Republiki Słowackiej, w porozumieniu z prezydentem Ivanem Gasparoviczem, ogłosił dzień pogrzebu polskiego prezydenta dniem żałoby narodowej. |
| Turcja                        | 1          | Wicepremier Turcji Ali Babacan po wpisaniu się do księgi kondolencyjnej wyłożonej w ambasadzie Polski w Ankarze poinformował, że władze Turcji zarządziły żałobę narodową w dniu uroczystości pogrzebowych prezydenta Polski Lecha Kaczyńskiego. |
| Ukraina                       | 1          | Prezydent Ukrainy Wiktor Janukowicz ogłosił 12 kwietnia dniem żałoby narodowej. |
| Węgry                         | 1          | Rząd Węgier ogłosił dzień pogrzebu polskiego prezydenta dniem żałoby narodowej. |